# Plazma
Plazma é um grupo russo que segue o estilo musical de eurodance. O grupo é composto por Roman Chernitsyn (vocais, letras, música) e Maxim Postelniy (vocais de fundo, teclados, música e arranjos). A banda foi um dos primeiros grupos pop da Rússia por produzir suas músicas exclusivamente em Inglês para uma audiência de língua russa. [ 1 ] Seus primeiros singles, "Take My Love", colocaou o grupo no topo das paradas russos. Em dezembro de 2014, a banda lançou uma nova música chamada "Lucky Rider". [ 2 ] [ 3 